# ویکتور دیاس (بازیکن بسکتبال)
ویکتور دیاس (اسپانیایی: Víctor Díaz‎؛ زادهٔ ۴ فوریهٔ ۱۹۶۸) بازیکن بسکتبال اهل ونزوئلا بود. وی در بازی المپیک تابستانی ۱۹۹۲ شرکت کرده‌است.